# Oumache
Oumache (în arabă أوماش) este o comună din provincia Biskra, Algeria.
Populația comunei este de 10.336 de locuitori (2008).